# Giovanni Papini
Giovanni Papini, noto anche con lo pseudonimo di Gianfalco (Firenze, 9 gennaio 1881 – Firenze, 8 luglio 1956), è stato uno scrittore, poeta, saggista  e terziario francescano italiano, noto anche col nome religioso di fra' Bonaventura.

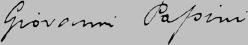
Firma

Intellettuale controverso e discusso della prima metà del XX secolo, ma anche ammirato per il suo stile di scrittura, fu studioso di filosofia, di religione, critico letterario e acceso polemista, narratore e poeta, uno dei primi e più entusiasti rappresentanti e promotori del pragmatismo in Italia, oltreché coinvolto coi movimenti delle avanguardie storiche come il futurismo e il post-decadentismo.
Il successo letterario di Papini iniziò con Il crepuscolo dei filosofi, pubblicato nel 1906, e col romanzo autobiografico Un uomo finito, del 1913. Come cofondatóre delle riviste «Leonardo» (1903) e «Lacerba» (1913), concepì la letteratura come azione, dando ai suoi scritti un tono ostentato e irriverente. Autodidatta, ebbe una grande influenza nel futurismo italiano e nei movimenti letterari della gioventù. Fu attivo nella sua città natale, Firenze, promuovendo la crescita della cultura italiana con una concezione individualista della vita e dell'arte; partecipò attivamente a movimenti filosofici stranieri. Su tutti: l'intuizionismo francese di Henri Bergson e il pragmatismo anglo-americano di Charles Peirce e William James. Negli anni Trenta, divenne fascista, pur mantenendo un'avversione verso il nazismo e pentendosi poi del razzismo. Si convertì dall'anticlericalismo e dall'ateismo accesi - compresa un'ammirazione per Max Stirner e Nietzsche - al cattolicesimo, rimanendo fedele al Credo cattolico fino alla morte.
Rimosso dalla grande letteratura dopo la scomparsa, a causa delle sue scelte ideologiche, fu in seguito rivalutato e riapprezzato: nel 1975 lo scrittore argentino Jorge Luis Borges, che lo incluse nella sua collana La biblioteca di Babele, curata per Franco Maria Ricci editore, definì Papini un autore "immeritatamente dimenticato".

## Biografia

### I primi anni

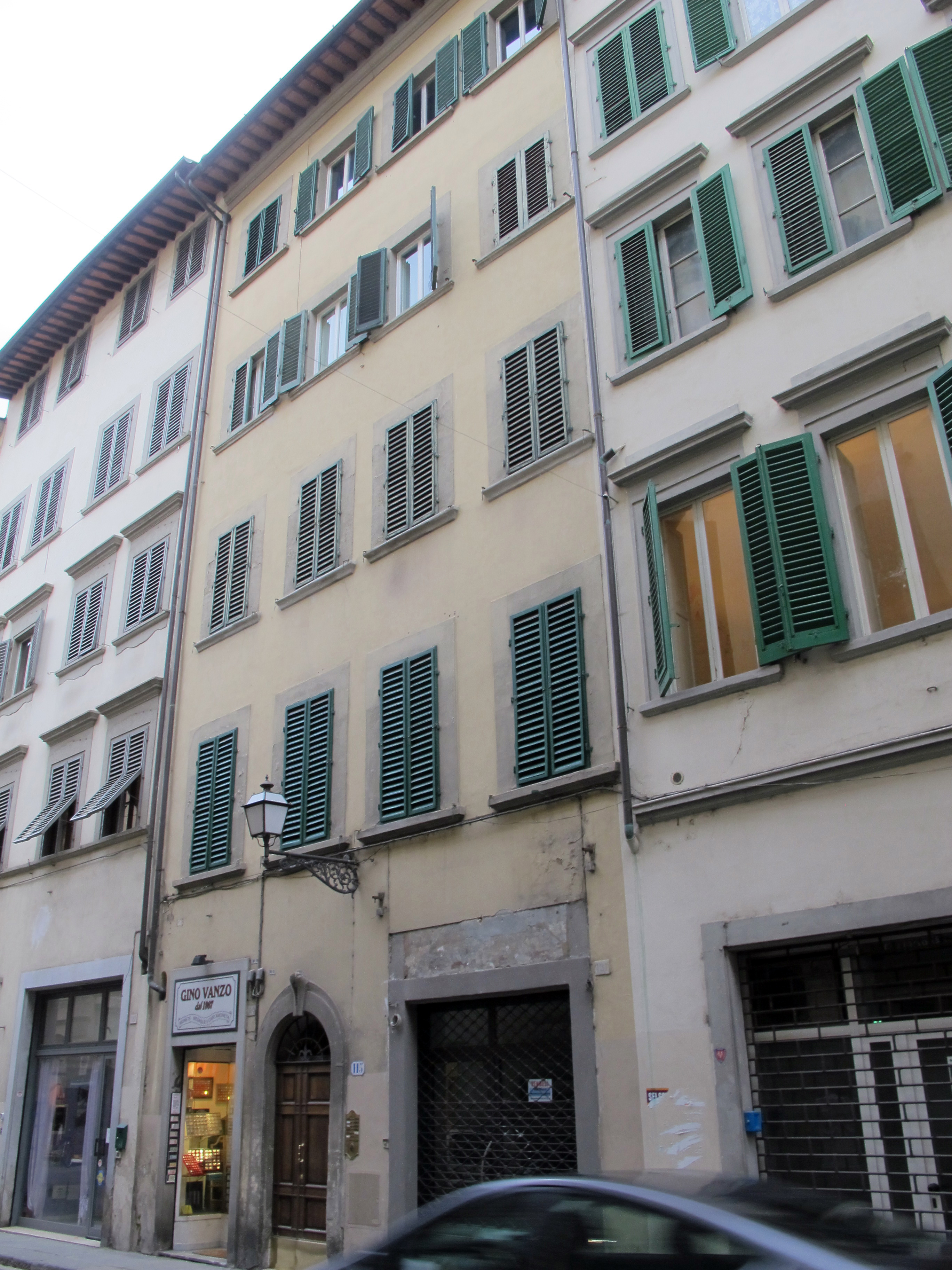
La casa di Giovanni Papini a Firenze

Nacque il 9 gennaio 1881 in una famiglia artigiana da Luigi Papini, ex garibaldino e repubblicano ateo e anticlericale, ed Erminia Cardini, che lo fece battezzare all'insaputa del padre. Siccome i genitori non erano sposati, per un periodo ebbe il cognome Tabarri e trascorse i primi mesi di vita presso l'Istituto degli Innocenti; il 10 agosto 1882 venne riconosciuto dalla madre, che gli diede il suo cognome e lo portò in famiglia; il 14 maggio 1888, giorno delle nozze dei genitori, fu legittimato con il cognome Papini. Nel 1887 e nel 1889 nacquero i fratelli Mario e Sofia.
Ebbe un'infanzia e un'adolescenza prevalentemente solitarie. Attirato dalla letteratura, passò molto del suo tempo libero a leggere i libri della biblioteca del nonno prima e di quella pubblica poi (la Biblioteca Nazionale di Firenze). Frequentò la scuola elementare "Dante Alighieri", poi la scuola tecnica San Carlo, infine passò a quella di via del Parione. Compì gli studi secondari di secondo grado alla scuola normale di via San Gallo. In questo periodo strinse delle amicizie durature: nel 1897 Domenico Giuliotti (anch'egli diverrà scrittore) e l'anno dopo Luigi Morselli, Giuseppe Prezzolini e Alfredo Mori.
Si diplomò come maestro nel 1899. L'anno seguente aveva già un'occupazione: insegnante di lingua italiana all'Istituto Inglese di Firenze. Successivamente diventò bibliotecario del Museo d'antropologia di Firenze. Nel 1903 morì il padre Luigi.

### IlLeonardo
Nel 1903 Papini fondò, assieme a Giuseppe Prezzolini e a un gruppo di artisti, la rivista Leonardo. Rivista tenacemente combattiva, si pose in contrasto con il positivismo filosofico, e letterario, all'epoca imperante.
I fondatori proclamavano "guerra a tutte le accademie fra i muri di un'accademia". Inoltre perseguivano un "feroce individualismo contro la frenesia solidarista e socialista che allora ammortiva gli spiriti della gioventù". Papini, che assunse in proprio l'impianto e la gestione della rivista, firmò i suoi articoli con lo pseudonimo "Gian Falco". Dal 1904, grazie alla collaborazione con Giovanni Vailati, il Leonardo si schierò su posizioni che si rifacevano al pragmatismo americano. Papini fu molto lodato da William James e intrattenne una corrispondenza con Charles S. Peirce. Alla fine dell'anno fu chiamato da Enrico Corradini a collaborare alla redazione del periodico Il Regno, su cui Papini scrisse i suoi interventi più squisitamente politici. Pieno di interessi, imparò tutto quello che c'era da sapere sulla corrente filosofica detta Pragmatismo. Nel 1904 partecipò al Congresso Internazionale di Filosofia di Ginevra. In quell'occasione conobbe il filosofo francese Henri Bergson.

Estratto della prima pagina della «Stampa» di Torino del 18 maggio 1907.

Nel 1906 pubblicò il saggio Il crepuscolo dei filosofi, ispirato al Crepuscolo degli idoli e alla morte di Dio di Nietzsche, nel quale criticò duramente il pensiero filosofico di Immanuel Kant, Friedrich Hegel, Arthur Schopenhauer, Auguste Comte, Herbert Spencer e dello stesso Friedrich Nietzsche, dichiarando infine la morte della filosofia stessa. Regalò una copia del libro ad Arturo Reghini quando questi entrò nella loggia massonica fiorentina  "Lucifero" l'anno seguente. Nello stesso anno uscì Il tragico quotidiano che sancì, assieme a Il pilota cieco (1907), la nascita delle cosiddette "novelle metafisiche", raccolta di opere che innovarono profondamente il genere novellistico.
Il 18 maggio 1907 Papini pubblicò sulla prima pagina della «Stampa» di Torino l'articolo La filosofia del cinematografo, considerato uno dei primi articoli di critica cinematografica apparsi su un quotidiano nazionale italiano.
Il distacco progressivo da Prezzolini, più incline a seguire Benedetto Croce, e i disaccordi con gli altri collaboratori segnarono la chiusura del Leonardo nel 1907. Dopo la chiusura del Leonardo fondò il Circolo di filosofia diretto da Giovanni Amendola. Nel 1909 Papini si occupò di una collana per l'editore Rocco Carabba di Lanciano intitolata Cultura dell'anima (dedicata ad opere di filosofia antica e moderna). Ad essa seguì un'altra collana intitolata Scrittori nostri, che Papini diresse fino al 1920.
Intanto nel 1907 Papini aveva sposato Giacinta Giovagnoli, nativa di Bulciano, una frazione di Pieve Santo Stefano, in provincia di Arezzo. Lasciò la casa dei genitori e andò a vivere in via dei Bardi. Il 7 settembre 1908 nacque la prima figlia, Viola. Nel 1910 ebbe una seconda figlia, Gioconda.

### La Voce
Nel 1908 sempre con Prezzolini fondò La Voce, destinata a essere una delle più importanti riviste culturali del Novecento, e che attraverso diverse fasi continuò le pubblicazioni fino al 1916.
(Giovanni Papini, Un uomo finito)

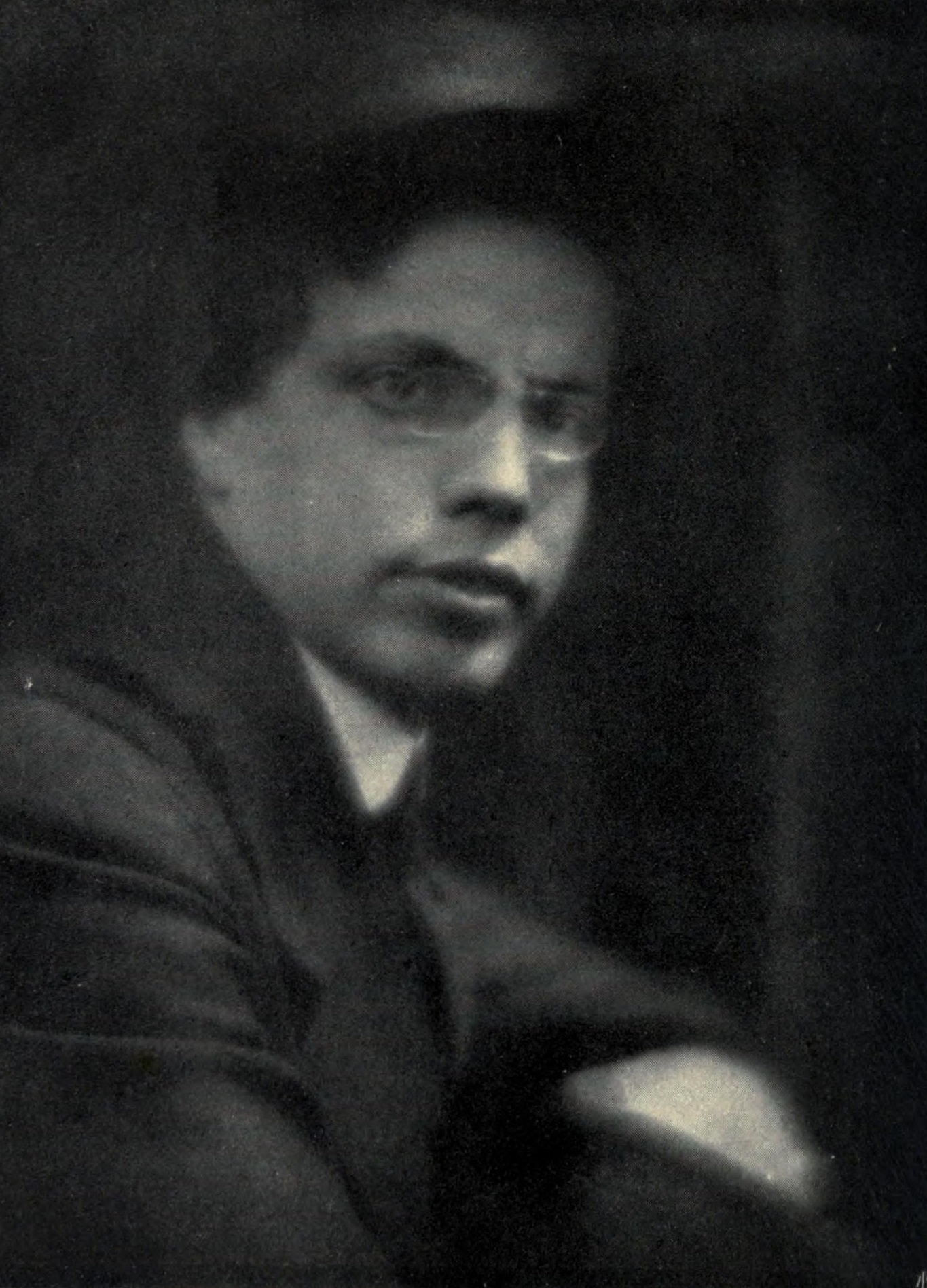
Papini nel 1913

Nel 1911, Papini fondò con Giovanni Amendola la rivista L'Anima, di tendenza teosofica, che ebbe solo un anno di vita, continuando a gravitare, in campo irrazionalista, tra ateismo e misticismo esoterico. Nel 1912, pubblicò Le memorie d'Iddio, l'apice della sua protesta anticristiana e del suo nichilismo, in cui mette in scena un Dio che si augura la morte della fede e dunque la propria fine, pentito com'è di aver creato tanto male nel mondo. L'opera, seguita da articoli antireligiosi sulla nuova rivista Lacerba come Cristo peccatore e Odiatevi gli uni con gli altri,  generò molto scalpore e costò all'autore un processo per oltraggio alla religione ma venne ricusata da Papini in tarda età, tanto da incaricare la figlia Viola di ricercare le copie ancora esistenti e darle alle fiamme. Tommaso Gallarati Scotti gli indirizzò una lettera in cui afferma che l'ateismo rabbioso di Papini sarebbe sfociato prima o poi in una conversione (come accadrà).

### Lacerba, l'acceso interventismo e il pentimento
Il 1º gennaio 1913 creò con Ardengo Soffici la rivista Lacerba, che uscì a Firenze. Appoggiò il futurismo, che per lui:
(Giovanni Papini, L'esperienza futurista, 1913-1914, Firenze, Vallecchi, 1919.)

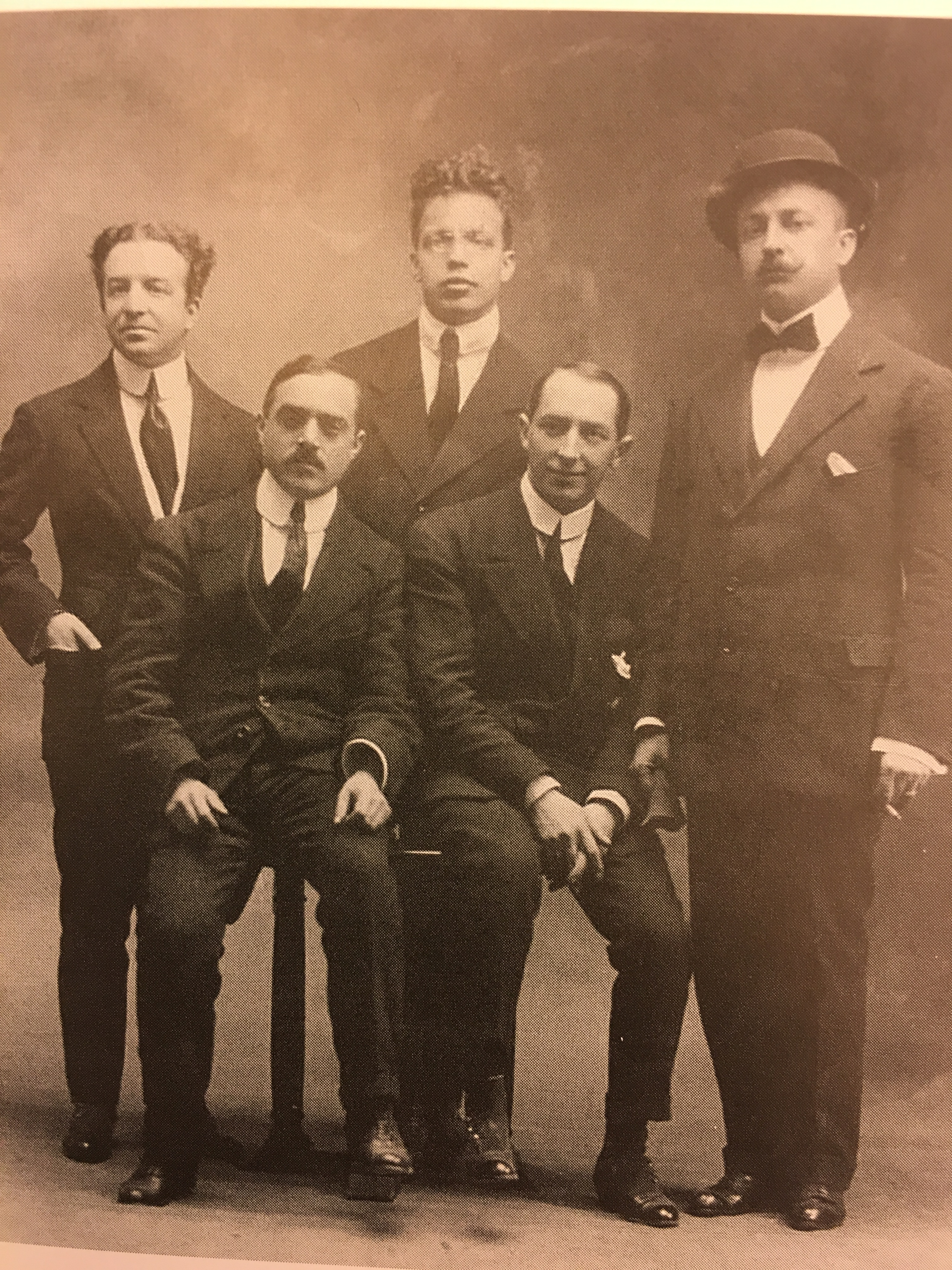
Giovanni Papini (al centro) con Aldo Palazzeschi, Carlo Carrà, Umberto Boccioni e Filippo Tommaso Marinetti

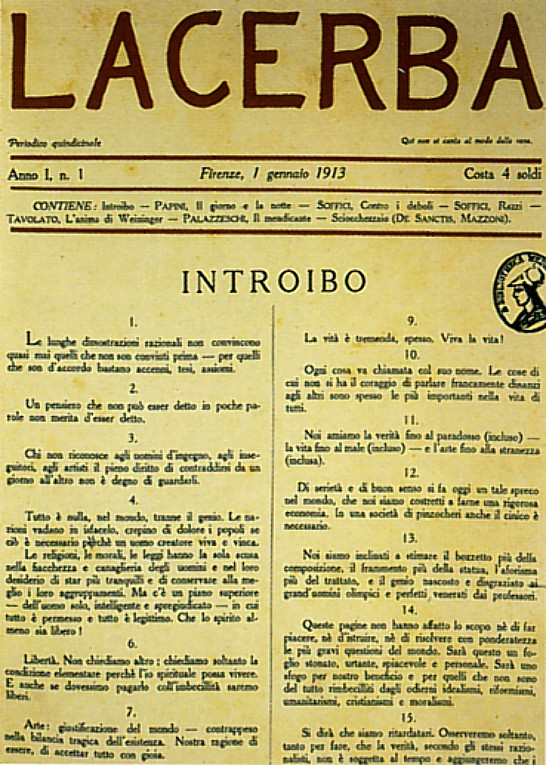
Il n.1 della rivista Lacerba, Firenze 1º gennaio 1913

Sempre nel 1913 pubblicò Un uomo finito, un'autobiografia scritta ad appena 30 anni di un giovane "nato con la malattia della grandezza", che si butta sullo studio per creare un'opera che possa superare Dante Alighieri e William Shakespeare in importanza, in cui svela però uno stato d'animo turbato, nevrotico e depresso, rivelando anche l'attrazione per la morte e il suicidio:
(Un uomo finito, 1913)
Sopravviene di tanto in tanto nel romanzo la delusione per l'impossibilità di raggiungere un obiettivo troppo ambizioso. Nel novembre del 1914 ebbe inizio la collaborazione a Il Popolo d'Italia, il giornale fondato da Benito Mussolini.
Sul primo numero di Lacerba Papini pubblicò un testo verbalmente violento d'intonazione nietzscheana, marinettiana e anticlericale:
(Giovanni Papini, Lacerba, I,)
Papini si batté per l'intervento italiano nella prima guerra mondiale, in maniera accesa ed esaltandosi per il bellicismo. Celebre il suo provocatorio articolo Amiamo la guerra, apparso su Lacerba (1º ottobre 1914), in cui afferma, riprendendo le idee di Marinetti della guerra come "igiene del mondo", la violenza come "bella e necessaria", influenzato anche da teorie nietzschiane e di darwinismo sociale:
(G. Papini, Amiamo la guerra)
Lo scrittore venne però riformato e non poté arruolarsi, a causa di un'innata e molto accentuata miopia.
Il suo spirito polemico, scettico e intimamente individualista, lo portò poco prima dell'entrata in guerra dell'Italia a rompere con i futuristi milanesi (Futurismo e Marinetti, Lacerba del 14 febbraio 1915).

Il 22 maggio 1915 chiuse la rivista pochi giorni prima dell'entrata in guerra contro l'Austria-Ungheria, dimostrandosi però in seguito ampiamente pentito del suo interventismo, rendendosi conto dell'immane carneficina della Grande Guerra anche tramite scambi epistolari con Prezzolini e Giuseppe Ungaretti, allora al fronte. Papini ripercorse l'evoluzione del suo travaglio personale fino alla conversione nell'opera (postuma) La seconda nascita (1958, ma completato già nel 1923). Descrivendo le posizioni assunte prima e dopo lo scoppio della prima guerra mondiale rivelò in questo e altri scritti un pentimento sincero e intimo per il suo iniziale interventismo fino alla sua adesione all'allocuzione sull'"inutile strage" di papa Benedetto XV (1917). Scrisse che la guerra era 
(La seconda nascita, pubblicato postumo)
(da Mortura, in La seconda nascita, Vallecchi, Firenze, 1958, pagg. 233-240)
(Lettera ad Aldo Palazzeschi, 1920)

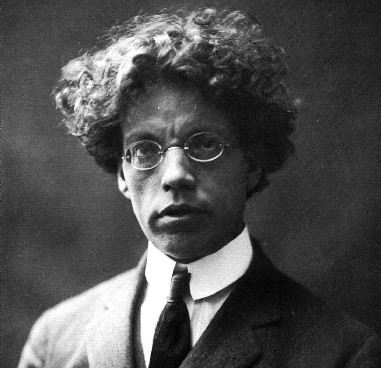
Foto giovanile di Papini nel decennio 1910-1920.

Sempre nel 1915 pubblicò le raccolte poetiche Cento pagine di poesia, Buffonate e Maschilità. Nel 1916, con le sue Stroncature fece apprezzamenti per Shakespeare e Goethe, ma stroncò Boccaccio, Croce, Gentile, Benelli e il "passerotto agevolino" Guido Mazzoni. Il 4 febbraio 1917 un suo articolo su Giuseppe Ungaretti, di cui aveva pubblicato alcune liriche in Lacerba, appare sul bolognese Il Resto del Carlino. Nello stesso anno esce la silloge Opera prima. I versi di Opera prima, inizialmente intitolata Venti poesie, tracciano il profilo di un uomo alle prese con una realtà, come quella dei primi decenni del Novecento, caratterizzata da un tumulto di idee spesso contrastanti tra loro. Ed è in una posizione di contrasto, con tutto e specialmente con se stesso, che Papini si pone; in un continuo urto di sensi e di coscienza, in cui emerge di nuovo un malinconico intimismo:
(da Ottava poesia, Opera prima, 1917)
Nel 1924 l'editore Formiggini omaggiò Papini con una delle sue "Medaglie"; il ritratto fu composto dal poeta abruzzese Nicola Moscardelli. Giovanni Papini aveva conosciuto Moscardelli nel 1913, allievo ufficiale a Firenze, e tra i due era nata un'amicizia che sarebbe durata fino alla prematura scomparsa dell'abruzzese, avvenuta nel 1943.
Riemersero lentamente le sue nevrotiche inquietudini per non poter raggiungere il superomismo che desiderava, che già nell'anteguerra lo avevano tormentato e che aveva tentato di placare con Lacerba, i proclami incendiari e l'interventismo, e una crisi personale sempre più profonda.

### 1921: la conversione religiosa

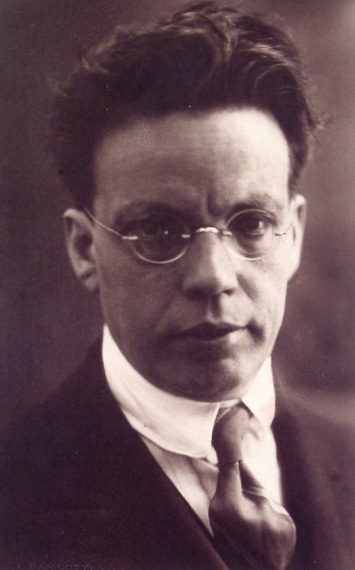
Papini negli anni venti

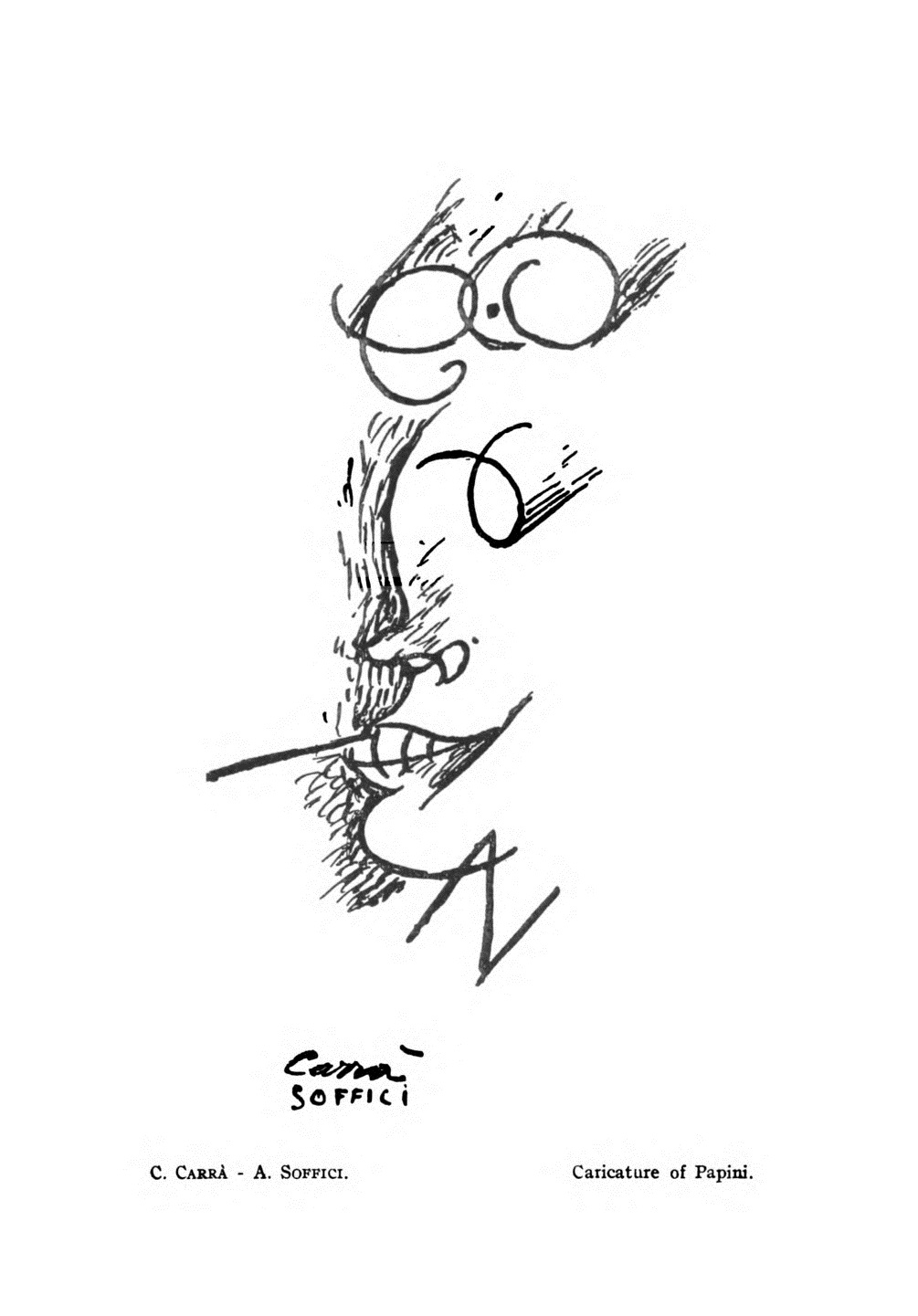
Caricatura di Papini, di Carlo Carrà e Ardengo Soffici

Dopo la prima guerra mondiale, Papini trascorse anni di particolare travaglio spirituale, ma la vicinanza della moglie, l'amicizia e i benevoli rimproveri di Domenico Giuliotti, e altre persone che ne avevano sempre intuito il genio controcorrente e incompreso, lo accompagnarono nel suo percorso di scoperta della fede cristiana. Tra le personalità del mondo cattolico con cui strinse amicizia vi fu anche il vescovo di Sansepolcro, Pompeo Ghezzi, da lui conosciuto e frequentato durante i soggiorni estivi a Pieve Santo Stefano. Questa sua conversione dall'anticattolicesimo precedente costituisce un cambiamento rilevante nella vita dell'artista e dell'Italia di quel periodo.
Già il 16 maggio 1918 aveva confidato e anticipato la sua conversione all'amico sacerdote Cesare Angelini.
Nel 1921 dona una copia della Storia di Cristo ad Angelini, con la seguente dedica: «A Cesare Angelini | che per primo ebbe la | confidenza e primo | parlò di questo libro | offre con amicizia | il suo G. Papini | 28.III.1921» (volume conservato presso il Fondo Angelini della Biblioteca del Seminario Vescovile di Pavia).

Nel 1921 annunciò la sua conversione religiosa pubblicando la Storia di Cristo, che si rivelò un successo editoriale internazionale. Basato sulla testimonianza dei Vangeli canonici e anche di quelli apocrifi, narra della vita di Gesù, celebrato anche come un ribelle del suo tempo (il che provocò critiche anche da alcuni ambienti cattolici), per invocarne la grazia verso l'umanità corrotta: 
(Introduzione a Storia di Cristo)
(da Storia di Cristo)
Nel 1922, in seguito al successo dell'opera, l'Università del Sacro Cuore di Milano gli offrì la cattedra di letteratura italiana, che tuttavia Papini rifiutò.
Suscitò invece accese polemiche il Dizionario dell'omo salvatico (1923), scritto in collaborazione con Giuliotti e mai portato a compimento, che segnò la sua adesione al conservatorismo, e in cui si ammoniscono gli ebrei, i protestanti, le donne, il laicismo e la democrazia.  Dopo quest'opera, Papini redasse, in collaborazione con Pietro Pancrazi, un'importante antologia poetica dal titolo Poeti d'oggi.
In seguito pubblicò poi Pane e vino (1926) e Sant'Agostino (1929).
Per quest'ultimo libro, il fondatore del Partito Comunista Italiano Antonio Gramsci, in prigione per antifascismo dal 1926, criticò la sua conversione nel 1931 (nei postumi Quaderni del carcere)  sostenendo che non sarebbe stata al cattolicesimo o al cristianesimo ma solo "al gesuitismo" e al clericofascismo, passando da un estremismo anticristiano a un estremismo cristiano.
(Antonio Gramsci)

### Gli anni trenta e quaranta: adesione al fascismo e al francescanesimo
Nel 1931 diede alle stampe Gog, una raccolta di novelle caratterizzate da un pessimismo alla Huxley sul «destino brillante» offerto all'uomo moderno dalle società capitalistiche. Nel 1933 uscì Dante vivo, scagliando spesso critiche come un nuovo Dante e un Manzoni appena convertito, che pur criticava, come ultima voce dei cattolici intransigenti secondo Benedetto Croce.
Solo nel 1935 si avvicinò al fascismo ma rifiutò l'offerta della cattedra di letteratura italiana all'Università di Bologna. Nel 1937 pubblicò il primo volume - poi rimasto unico - della Storia della letteratura italiana con la dedica "Al Duce, amico della poesia e dei poeti". Poco dopo ricevette la nomina ad accademico d'Italia ed accettò la direzione dell'Istituto di Studi sul Rinascimento, nonché la direzione della rivista La Rinascita.

Dopo aver letto di feroci persecuzioni ai cristiani russi, attaccò l'Unione Sovietica e i suoi gulag pesantemente, definendo Stalin uno zar e rapinatore: 

Figurò tra i firmatari del Manifesto della razza nel 1938, anche se sulle pagine del periodico Il Frontespizio, con l'articolo Razzia dei Razzisti (dicembre 1934), si era dichiarato distante da ogni discriminazione razziale e dal razzismo scientifico, essendo più vicino ad un classico antigiudaismo religioso in cui gli ebrei vanno convertiti, come da tradizione cattolica. Nell'articolo Papini affermava: 
 e ancora: 
In seguito prenderà nuovamente le distanze dalla sua presa di posizione istintiva sul razzismo fascista.
Nel 1942 Papini venne eletto a Weimar vice presidente del congresso dell'Unione Europea degli Scrittori. Nella città tedesca tenne un discorso improntato a un cattolicesimo universalistico e civilizzatore, e sul primato della cultura italiana su quella germanica, che non mancò di attirargli le critiche dei nazisti, e che venne quindi ignorato dalla stampa tedesca per ordine di Joseph Goebbels.
Nel 1943, dopo armistizio dell'8 settembre 1943, nel pieno del secondo conflitto mondiale, si rifugiò nel convento della Verna nella diocesi di Arezzo, e nel 1944 si fece terziario francescano laico con il nome di fra' Bonaventura (in onore di san Bonaventura da Bagnoregio), entrando così nel Terzo Ordine Regolare di San Francesco, ramo dell'Ordine secolare della famiglia francescana.
Nell'aprile del 1944, dopo l'uccisione di Giovanni Gentile da parte di partigiani comunisti dei GAP a Firenze, rifiutò la nomina a Presidente dell'Accademia d'Italia della Repubblica Sociale Italiana di Salò, il nuovo stato fascista fondato da Mussolini al centro-nord sotto l'appoggio della Germania nazista occupante. Lasciata la Verna, si nascose poi nel vescovado di Arezzo poiché minacciato e ricercato dai comunisti, mentre partigiani delle Brigate Garibaldi gli devastano la casa fiorentina e le proprietà, sia per il passato fascista e sia perché ritenuto tacitamente colluso con la RSI. Verrà infine soccorso da soldati americani, due dei quali avevano letto i suoi libri. Anche a guerra finita, Papini rimase letteralmente sconvolto, sia dalle violenze belliche che aveva visto, sia dalla notizia della bomba atomica, che dalle atrocità staliniste e dall'Italia devastata.

### Gli anni del dopoguerra
Nei primi anni '50, Papini continuò a scrivere benché quasi cieco. Dopo la seconda guerra mondiale, pur emarginato di fatto dal mondo della cultura e appoggiato dai soli cattolici più tradizionalisti per il suo coinvolgimento col fascismo, fondò insieme ad Adolfo Oxilia la rivista di poesia e metasofia L'Ultima e pubblicò opere che suscitarono ulteriore attenzione, come le Lettere agli uomini del Papa Celestino VI (1946), la Vita di Michelangelo (1949), Il libro nero - Nuovo diario di Gog (1951) e soprattutto Il diavolo (1953, ma scritto nel 1950), che rischiò la messa all'indice dei libri proibiti nonostante l'appartenenza religiosa dell'autore come francescano, per l'opposizione di alti prelati; questo in quanto vi sosteneva, non senza autobiografismi, la teoria teologica eterodossa dell'origenismo (una forma di apocatastasi), dichiarata eretica nel concilio di Costantinopoli del 553; elementi della tesi furono invece accettati dalla Chiesa ortodossa. La dottrina di Origene, che Papini in pratica ripropone nel testo, come faranno poi altri teologi dopo di lui, si basa su alcuni testi biblici (Atti degli Apostoli, lettere di Paolo) e sugli scritti del monaco alessandrino secondo cui i dannati esistono, ma non per sempre, poiché il disegno salvifico non si può compiere se mancasse anche una sola creatura: «Noi pensiamo che la bontà di Dio, attraverso la mediazione di Cristo, porterà tutte le creature ad una stessa fine»; la Chiesa cattolica aveva decretato sotto pena di scomunica che «se qualcuno dice o sente che il castigo dei demoni e degli uomini empi è temporaneo o che esso avrà fine dopo un certo tempo, cioè ci sarà un ristabilimento (apocatastasi) dei demoni o degli uomini empi, sia anatema». 
Papini scrive:
 Vi si leggono qui anche echi del libro di Giobbe. L'Osservatore Romano lo stroncò ("un libro colmo di errori, anzi scapigliati e clamorosi"), il libro venne boicottato da alcune librerie cattoliche (in una il titolare ne gettò nel Tevere le 40 copie acquistate). L'Agenzia Romana Informazioni, diretta da monsignor Roberto Ronca, scrisse che «l'eternità dell'Inferno è un dogma di fede e quindi è escluso che la suprema congregazione del Santo Uffizio permetta ai cattolici di leggere un libro come "Il diavolo"...» Perciò il saggio teologico fu proposto per l'Indice, ma Papini non subì conseguenze, anche perché alla fine né la Congregazione per la Dottrina della Fede né papa Pio XII emisero giudizi di condanna. L'Indice fu infine soppresso nel 1966 da papa Paolo VI e quindi Papini non vi figurò mai.

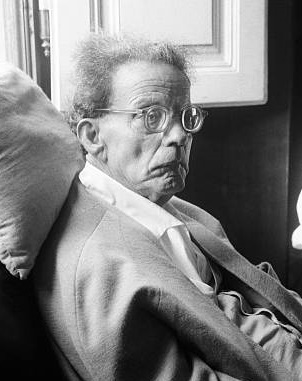
Giovanni Papini nel 1955, già malato gravemente, un anno prima della morte, fotografato in poltrona nella sua casa fiorentina.

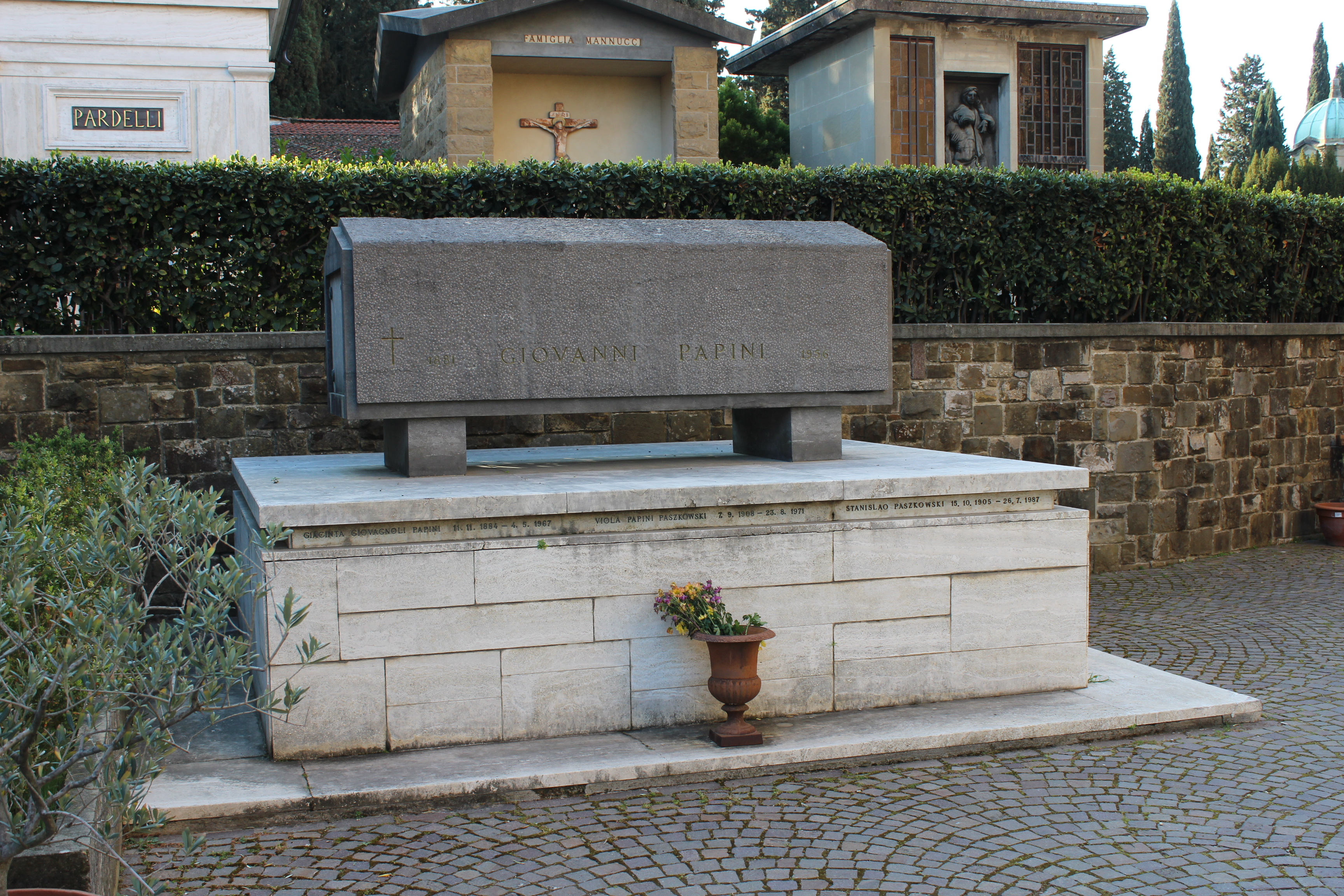
Sepoltura di Papini al cimitero delle Porte Sante, Firenze

Da ricordare anche, in questo periodo, La loggia dei busti e La spia del mondo, usciti entrambi nel 1955. Nello stesso periodo Papini collaborò al Corriere della Sera, pubblicandovi articoli con cadenza quindicinale, e continuò a realizzare brevi analisi elogiative dell'opera di Giacomo Leopardi, iniziate negli anni '30.
Nel 1953 Papini fu colpito da una seria malattia, i cui segni erano cominciati nel 1952 durante un viaggio in treno: una paralisi progressiva, causata dalla malattia del motoneurone; secondo la diagnosi del suo amico dottor Sante Villani, riportata dal biografo Roberto Ridolfi, una forma di sclerosi laterale amiotrofica (SLA) con paralisi bulbare che lo privò dell'uso delle gambe, delle mani e delle braccia e perfino, nella sua fase terminale (1955-56), della parola; perse inoltre l'uso della vista (se non per una leggerissima capacità rimasta all'occhio destro) a causa dell'indebolimento avvenuto negli anni per via dell'età e per la natura della sua forte miopia congenita. Rilasciò l'ultima intervista a Oriana Fallaci nel 1953.
Oltre al corpo, anche il suo spirito fu colpito duramente: nel 1954 morì la figlia Gioconda. Papini si rinchiuse sempre più in sé stesso, nella preghiera e nella vita monastica. Le sue condizioni di salute si aggravarono sempre più, anche se non rinunciò a lavorare a L'imitazione del Padre.
Nel 1955 fu proposta la sua candidatura al Premio Nobel per la letteratura da parte del filologo svizzero Henri de Ziégler. Lucido fino all'ultimo, con l'aiuto della nipote Anna Casini Paszkowski (1930-2025, figlia di Viola Papini e di Stanislao Faustyn Paszkowski) scrisse Giudizio universale, un progetto giovanile pubblicato postumo nel 1957. Raccontò gli anni della malattia in La felicità dell'infelice (1956). Negli ultimi giorni chiese di farsi leggere Santi che amiamo, una raccolta di saggi a cura dell'ambasciatrice statunitense in Italia Clare Boothe Luce, anche lei scrittrice e convertita in età adulta.
Il 7 luglio 1956 ricevette, col nome di Bonaventura, l'estrema unzione dal frate francescano fra Clementino, alla presenza della moglie Giacinta, dei familiari e dell'amico Ardengo Soffici. L'8 luglio 1956, alle ore 8:30, morì a 75 anni nella sua casa di Firenze, per complicazioni respiratorie seguite a una bronchite.
(Papini nell'ultimo scritto delle Schegge)
Fu realizzata una maschera mortuaria. Giovanni Papini è sepolto a Firenze nel Cimitero delle Porte Sante.
L'attrice Ilaria Occhini era nipote diretta di Papini, che la descrive bambina nel racconto breve La mia Ilaria, in quanto figlia di Barna Occhini e Gioconda Papini, la secondogenita dello scrittore fiorentino. La sceneggiatrice e scrittrice Alexandra La Capria, figlia di Ilaria, è sua pronipote.

### Posterità
Il poeta Eugenio Montale, unico tra gli intellettuali antifascisti, commentò in maniera elogiativa la dipartita dello scrittore con le seguenti parole: «Una figura unica, insostituibile, a cui tutti dobbiamo qualcosa di noi stessi».
Vennero pubblicati dopo la sua scomparsa le seguenti opere: La felicità dell'infelice (1956), La seconda nascita (1958), Diario (1962) e Rapporto sugli uomini (1978), una riscrittura e rielaborazione di Giudizio universale.
Scrittore controverso per i suoi cambi estremi di posizione, fu molto apprezzato da Mircea Eliade. Jorge Luis Borges, che definì Papini un autore "immeritatamente dimenticato", dedicò allo scrittore fiorentino il secondo volume della sua celebre collana «Biblioteca di Babele», dove raccolse anche le «novelle metafisiche». Il titolo del volume, Lo specchio che fugge (quanto mai borgesiano ante litteram), fu tratto dal racconto eponimo incluso nella raccolta Il tragico quotidiano (1906) - e anche da Henry Miller, l'autore del censurato (per "oscenità") romanzo Tropico del Cancro, che disse di stimare in particolare l'autobiografia giovanile Un uomo finito.
(Henry Miller, Tropico del Cancro)
In filosofia fu seguace del pragmatismo e venne apprezzato da William James. Fu ammirato da Bruno de Finetti, il fondatore dell'interpretazione soggettivistica della teoria della probabilità.
Il libro Storia di Cristo è stato inserito nel saggio 1001 libri da leggere prima di morire a cura di Peter Boxall. Nella prefazione al suo libro Gesù di Nazareth, Papa Benedetto XVI ha definito la Storia di Cristo uno dei «libri più entusiasmanti» che siano mai stati scritti sulla figura di Gesù.
Secondo il giornalista del New York Times Stephen Prothero, Mel Gibson si sarebbe ispirato anche alla Storia di Cristo di Papini per il suo film La passione di Cristo del 2004. Secondo Prothero, «Gibson e Papini hanno molto in comune. (...) Entrambi sono cattolici tradizionalisti approdati ad un'intensa fede in età matura (...). Ognuno presenta il suo Gesù con la gioia e talvolta il fanatismo di un neofita. A differenza della Passione di Cristo di Gibson, che si limita a raccontare le ultime 12 ore della vita di Gesù, il volume di Papini copre l'intera storia. Ma il libro tende inesorabilmente verso il processo e la croce, dove i farisei si trasformano in serpenti e la violenza si scatena incontrollabile. Il Gesù di Papini è indiscutibilmente divino, ma è anche intrappolato nella tomba del corpo. Così è anche Gesù di Gibson: un Servo Sofferente che soffre le torture per noi, espira il suo ultimo respiro per noi e ci viene incontro nella presenza reale dell'Eucaristia».

## Premi e riconoscimenti
- 1958 - Premio "La penna d'oro" alla memoria da parte dalla Presidenza del Consiglio.[54]

## Opere

### Edizioni originali
- Il crepuscolo dei filosofi, Firenze, Tipografia della Biblioteca di cultura liberale, 1905; Firenze, Lacerba, 1914; Firenze, Vallecchi, 1919.
- Il tragico quotidiano, Firenze, Lumachi, 1906; Firenze, Libreria della Voce, 1913.
- La coltura italiana, con Giuseppe Prezzolini, Firenze, Lumachi, 1906; Firenze, Libreria della Voce, 1913.
- Il pilota cieco, Napoli, Ricciardi, 1907.
- Le memorie d'Iddio, Firenze, La rinascita del libro, 1911.
- L'altra metà. Saggio di filosofia mefistofelica, Ancona, G. Puccini, 1911; Milano, Studio Editoriale Lombardo, 1916; Milano, Facchi, 1919; Firenze, Vallecchi, 1922.
- La vita di Nessuno, 1912
- Parole e sangue, 1912
- Un uomo finito, 1913
- Ventiquattro cervelli, 1913
- Sul Pragmatismo (saggi e ricerche) 1903-1911, 1913
- Almanacco Purgativo 1914 (con Ardengo Soffici e altri), 1913
- Buffonate, 1914
- Vecchio e nuovo nazionalismo (con Giuseppe Prezzolini), 1914
- Cento pagine di poesia, 1915
- Maschilità, 1915
- La paga del sabato, 1915
- Stroncature, 1916
- Opera prima, 1917
- Polemiche religiose, 1917
- Testimonianze, 1918
- L'uomo Carducci, 1918
- L'Europa Occidentale contro la Mittel-Europa, 1918
- Chiudiamo le scuole, 1918
- Giorni di festa, 1918
- L'esperienza futurista, 1919
- Poeti d'oggi (con Pietro Pancrazi), 1920
- Storia di Cristo, 1921
- Antologia della poesia religiosa italiana, 1923
- Dizionario dell'Omo Salvatico (con Domenico Giuliotti), 1923
- L'anno santo e le quattro paci, 1925
- Pane e vino, 1926
- Gli operai della vigna, 1929
- Sant'Agostino, 1931
- Gog, 1931
- La scala di Giacobbe, 1932
- Firenze, 1932
- Il sacco dell'orco, 1933
- Dante vivo, 1933
- Ardengo Soffici, 1933
- La pietra infernale, 1934
- Grandezze di Carducci, 1935
- La loggia dei busti. Pensieri sopra uomini di genio, d'ingegno, di cuore, Firenze, Vallecchi, 1936.
- I testimoni della Passione, 1937
- Italia mia, 1939
- Figure umane, 1940
- Medardo Rosso, 1940
- La corona d'argento, 1941
- Mostra personale, 1941
- Prose di cattolici italiani d'ogni secolo (con Giuseppe De Luca), 1941
- L'imitazione del Padre. Saggi sul Rinascimento, 1942
- Racconti di gioventù, 1943
- Cielo e Terra, 1943
- Foglie della foresta, 1946
- Lettere agli uomini del Papa Celestino VI, 1946.
- Primo Conti, 1947.
- Santi e Poeti, 1948.
- Passato remoto, 1948.
- Vita di Michelangiolo, 1949.
- Il diavolo tentato (radiodramma in tre tempi), 1950.
- Le pazzie del poeta. Fantasie, capricci, ritratti e moralità, Firenze, Vallecchi, 1950.
- Firenze. Fiore del mondo, con Ardengo Soffici, Piero Bargellini e Giovanni Spadolini, Firenze, L'arco, 1950.
- Il libro nero - Nuovo diario di Gog, Firenze, Vallecchi, 1951.
- Il diavolo. Appunti per una futura diabologia, Firenze, Vallecchi, 1953.
- Il bel viaggio. Antologia per la scuola Media, con Enzo Palmieri, Palermo, Palumbo, 1954.
- Concerto fantastico. 110 racconti, capricci, divertimenti, ritratti, Firenze, Vallecchi, 1954.
- Strane storie, Firenze, Vallecchi, 1954.
- Dichiarazione al tipografo, Firenze, Vallecchi, 1954.
- L'aurora della letteratura italiana, Firenze, Vallecchi, 1954.
- La spia del mondo. Schegge di Poesia e di esperienza, Firenze, Vallecchi, 1955.
- Le felicità dell'infelice. Le ultime schegge, Firenze, Vallecchi, 1956.

Postumi:
- Il muro dei gelsomini. Ricordi di fanciullezza, Torino, SEI, 1957.
- Giudizio universale, Firenze, Vallecchi, 1957.
- La seconda nascita, Firenze, Vallecchi, 1958.
- Città felicità. Firenze, Firenze, Vallecchi, 1960.
- Diario, Firenze, Vallecchi, 1962.
- Schegge, Firenze, Vallecchi, 1971. [raccolta degli articoli pubblicati sul Corriere della Sera]
- Rapporto sugli uomini, Milano, Rusconi, 1977

### Raccolte di opere

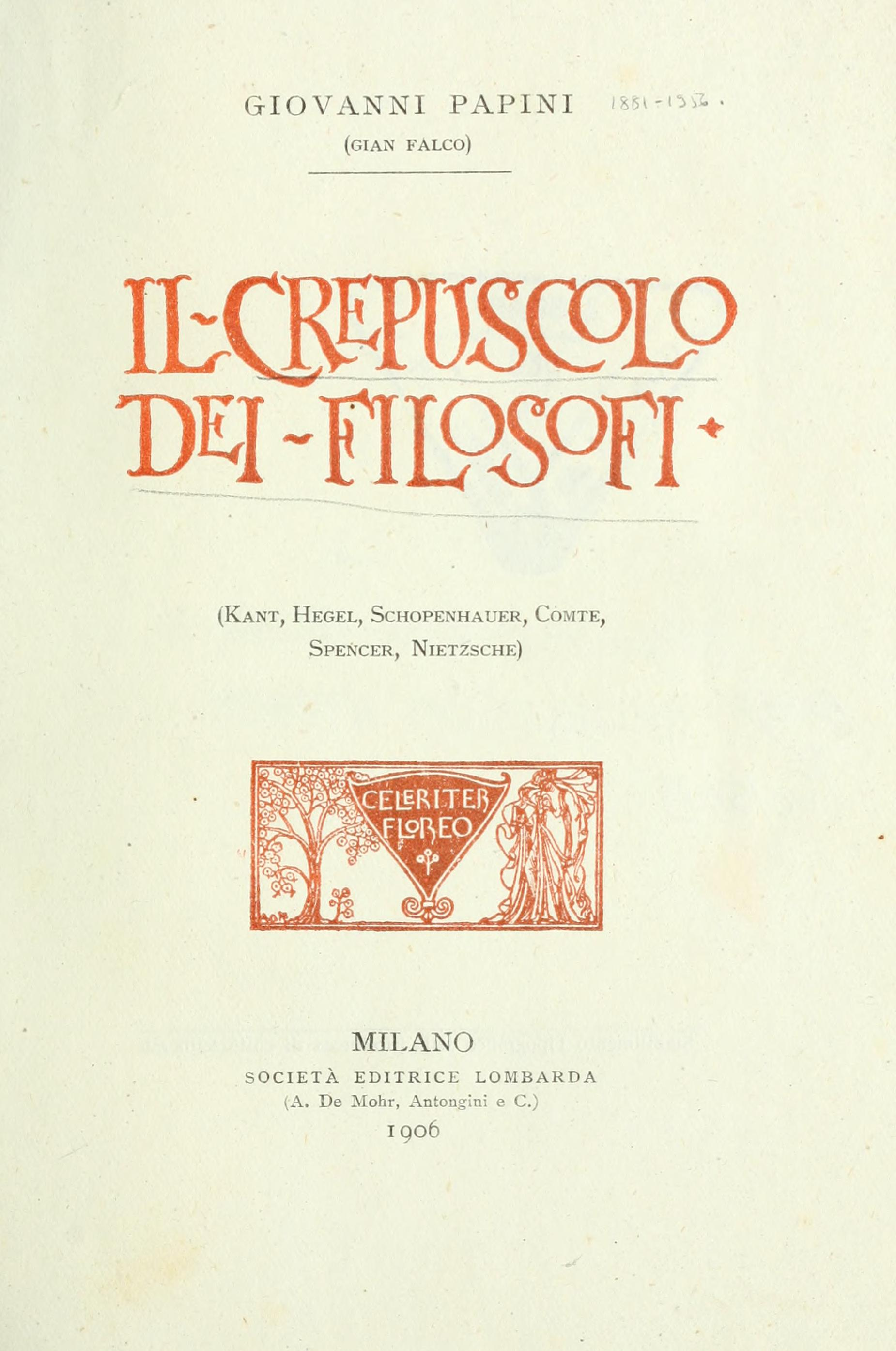
Il crepuscolo dei filosofi, 1906.

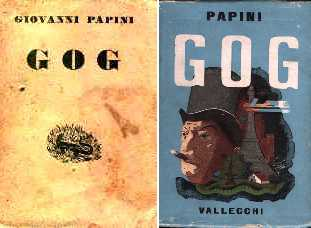
Gog, 1931.

L'edizione di Tutte le opere nella collana "I classici contemporanei italiani" di Mondadori, Milano, 1958-66, comprende:
- I. Poesia e fantasia, con prefazione di Piero Bargellini, 1958
  - Poesia in versi
  - Poesia in prosa
  - Fantasia
- II. Filosofia e letteratura, 1961
  - Il crepuscolo dei filosofi. Kant, Hegel, Schopenhauer, Comte, Spencer, Nietzsche (1906)
  - L'altra metà. Saggio di filosofia mefistofelica (1911)
  - Pragmatismo (1903-11) 1913)
  - Filosofi italiani
  - Filosofi stranieri
  - L'esperienza futurista (1913-14) (1919)
  - Eresie letterarie (1905-28) (1932)
  - Nuove eresie
  - Spunti e appunti
  - La teoria psicologica della previsione (1902)
  - Al di là della vita ("Leonardo", 29 marzo 1903)
  - La filosofia che muore ("Leonardo", 10 novembre 1903)
  - Risposta a Benedetto Croce ("Leonardo", giugno-agosto 1905)
  - Herbert Spencer
  - Marta e Maria (dalla contemplazione all'azione) ("Leonardo", marzo 1904)
  - Les extrèmes de l'activité théorique (1905)
  - La coltura italiana (introduzione) (1906)
  - Franche spiegazioni (a proposito di Rinascenza Spirituale e di Occultismo) ("Leonardo", aprile-giugno 1907)
  - L'importanza di Schopenhauer
  - La vita d'Ignoto
- III. Dante e Michelangiolo, 1961
  - Dante vivo (1932)
  - Miscellanea
  - Vita di Michelangiolo nella vita del suo tempo (1949)
  - Miscellanea
  - Appendice
- IV. Scrittori e artisti, 1959
  - L'aurora della letteratura italiana (1954)
  - Scrittori italiani (dal Petrarca al Pascoli)
  - Giosuè Carducci
    - L'uomo Carducci (1917)
    - Carducci alma sdegnosa (1933)
    - Grandezze di Carducci (1935)

  - Scrittori italiani (i contemporanei)
  - Scrittori stranieri
  - Artisti
  - Appendice
- V. Cristo e santi, 1962
  - La storia di Cristo (1921)
  - I testimoni della Passione. Sette leggende evangeliche (1938)
  - Da Cristo a Cristo
  - Frammenti
  - Sant'Agostino (1929)
  - Campioni di Cristo
- VI. Testimonianze e polemiche religiose, 1960
  - Dove mettete la morale?
  - Polemiche religiose (1908-14)
  - Pagine polemiche e apologetiche
  - Intermezzo
  - Testimoni della fede
  - Lettere di Papa Celestino VI (1946)
  - Schegge di religione
  - Il diavolo. Appunti per una futura diabologia (1953)
- VII. Prose morali, 1959
  - Prose di risveglio e di assalto
  - Il diario di Gog
  - Lezioni ed esperienze di vita
- VIII. Politica e civiltà, 1963
  - Politica
    - Scritti sparsi (11 articoli)
    - L'animale politico (raccolta del 1938 non pubblicata, comprendente 14 articoli)
    - La paga del sabato (1915) (raccolta di 31 articoli)
    - Mittel-Europa ed Europa Occidentale (articolo da "Il Tempo", 18 giugno 1918)
    - Italia mia (1939) (raccolta di 8 scritti)
    - Razzia dei razzisti (articolo da "Il Frontespizio" del dicembre 1934)
    - Tiberio (articolo da "La Nuova Antologia" del gennaio 1934)
    - Cesare e Augusto scrittori (articolo da "Quadrivio" dell'agosto 1938)
    - Il pensiero di Napoleone (articolo da "La Stampa", 22 marzo 1912)
    - Schegge politiche (7 scritti)

  - Civiltà
    - Saggi sul Rinascimento (7 scritti)
    - Civiltà fiorentina (6 scritti)
    - La Toscana e la filosofia italiana (conferenza del 1911)
    - Popoli e Città (20 scritti e 10 frammenti)
    - Persone e personaggi (12 scritti)

  - Appendice alla parte prima (33 articoli)
  - Appendice alla parte seconda (10 articoli)
- IX. Autoritratti e ritratti, 1962
  - Un uomo finito (1913)
  - Sverze di una vita
  - La seconda nascita (1958, ma scritto nel 1923)
  - Figure umane (1940)
  - Passato remoto (1948)
  - Appendice (prefazioni)
- X. Scritti postumi
  - vol. 1. Giudizio universale, 1966
  - vol. 2. Pagine di diario e di appunti, 1966

L'edizione di Opere nella collana "I Meridiani", a cura di Luigi Baldacci e Giuseppe Nicoletti, ivi, 1977, comprende:
- Sul Pragmatismo (1903-11) (1913)
- Un uomo finito (1913)
- L'esperienza futurista (1913-14) (1919)
- Da Il crepuscolo dei filosofi (1905)
- Da Ventiquattro cervelli (1913)
- Da Stroncature (1916)
- Da Ritratti italiani (1904-31) (1932)
- Da Eresie letterarie (1905-28) (1932)

Una raccolta dei Racconti è uscita nel 2022 a cura di Raoul Bruni (con prefazione di Vanni Santoni e postfazione di Alessandro Raveggi) per le Edizioni Clichy. L'opera colma una lacuna del Meridiano del 1977, che non aveva incluso alcun racconto dello scrittore fiorentino.

### Carteggi
- con Corrado Govoni, in "La Fiera Letteraria", 12 febbraio 1961
- con Giuseppe Prezzolini, Storia di un'amicizia, vol. I: 1920-24 e vol. II: 1925-56, Vallecchi, Firenze 1966-68
- con Pietro Pancrazi, Le ombre di Parnaso, introduzione di Silvio Ramat, Vallecchi, Firenze 1973
- con Olga Signorelli, Carteggio Papini Signorelli, prefazione di Maria Signorelli, Quaderni dell'Osservatore, Milano 1979
- con Antonio Baldini, Carteggio 1911-54, a cura di Marta Bruscia, Edizioni Scientifiche Italiane, Napoli 1984
- con Domenico Giuliotti, Carteggio, vol. I: 1: 1913-1927, vol. II: 1928-39, vol. III: 1940-55, a cura di Nello e Paolo Vian, prefazione di Carlo Bo, Edizioni di storia e letteratura, Roma 1984-89-91
- con Attilio Vallecchi, Carteggio 1914-41, a cura di Mario Gozzini, premessa di Giorgio Luti, Vallecchi, Firenze 1984
- con Armando Spadini, Carteggio 1904-25, a cura di Pasqualina Spadini Debenedetti e Vanni Scheiwiller, All'insegna del pesce d'oro, Milano 1984
- con Sibilla Aleramo, Lettere Papini-Aleramo e altri inediti 1912-43 a cura di Annagiulia Dello Vicario, ESI, Napoli 1988
- con Giuseppe De Luca,  Carteggio, vol. I: 1922-29, a cura di Mario Picchi,  Roma, Edizioni di Storia e Letteratura, 1985
- con Ardengo Soffici, Carteggio, vol. I: 1903-08, vol. II: 1909-15, vol. III: 1916-18, vol. IV: 1919-56, a cura di Mario Richter Edizioni di storia e letteratura, Roma 1991-2002
- con Roberto Assagioli, Carteggi 1904-74, a cura di Manuela Del Guercio Scotti e Alessandro Berti, Edizioni di storia e letteratura, Roma 1998
- con Emilio Cecchi e Arturo Onofri, Carteggi Cecchi-Onofri-Papini (1912-1917), a cura di Carlo D'Alessio, Bompiani, Milano 2000
- con Carlo Carrà, Il carteggio Carrà-Papini, a cura di Massimo Carrà, Skira, Milano 2001
- con Mario Novaro, Carteggio 1906-43, a cura di Andrea Aveto, Edizioni di storia e letteratura, Roma 2002
- con Barna Occhini, Carteggio 1932-56, a cura di Simonetta Bartolini, Edizioni di storia e letteratura, Roma 2002
- con Giuseppe Prezzolini, Carteggio, vol. I: 1900-07. Dagli Uomini liberi alla fine del Leonardo, vol. II: 1908-15. Dalla nascita della Voce alla fine di Lacerba, vol. III: 1915-56. Dalla Grande Guerra al secondo dopoguerra, a cura di Sandro Gentili e Gloria Manghetti, Edizioni di storia e letteratura, Roma 2003-08-13
- con Aldo Palazzeschi, Carteggio 1912-33, a cura di Stefania Alessandra Bottini, Edizioni di storia e letteratura, Roma 2006
- con Roberto Ridolfi, Carteggio 1939-56, a cura di Anna Gravina, Edizioni di storia e letteratura, Roma 2006
- con Piero Bargellini, Carteggio 1923-56, a cura di Maria Chiara Tarsi, Edizioni di storia e letteratura, Roma 2006